# Bella Australia
Bella Australia ist eine deutsche Komödie von Vivian Naefe aus dem Jahr 2012 und die zweite Episode der Fernsehreihe Bella mit Andrea Sawatzki in der Hauptrolle.

## Handlung
Isabella Jung,  von allen nur Bella genannt, lebt nach der Trennung von ihren Mann allein mit ihrer Tochter Lena  in einer Stadtwohnung im Kreuzberger Kiez. Auf Lenas Abi-Feier zeigen sie sich vor allen Leuten als scheinbar glückliche Familie, doch Martin will die Scheidung von seiner Frau. Er will sich beruflich selbstständig machen und Bella wäre als mitbürgende Ehefrau dann mit in der Pflicht, was Martin ihr angeblich nicht zumuten will.
Lena überrascht ihre Eltern, dass sie nach dem Abitur für ein Jahr als Aupair nach Australien gehen werde. Ohne Mann und Tochter fühlt sich Bella nun so richtig überflüssig und würde am liebsten mit Lena mitgehen. Schließlich halte sie ja eigentlich nichts mehr hier und auch ihr Job im Technik-Callcenter befriedigt sie nicht. Kurzentschlossen informiert sie sich im Internet und findet ein für sie passendes Stellengesuch in Australien. Allerdings hat sie jahrelang nicht mehr in ihrem Lehrberuf gearbeitet und auch sonst fehlen ihr so einige Voraussetzungen für einen beruflich begründeten Auslandsaufenthalt. Als echte Powerfrau nimmt sie das nicht so einfach hin und besucht als erstes einen Englischkurs. Danach versucht sie ihre Kenntnisse und Fähigkeiten in der Krankengymnastik aufzufrischen, bzw. wenigstens eine Befähigungsbescheinung darüber zu erhalten. Zu diesem Zweck wird ihr die „Oase“ empfohlen. Sie begibt sich umgehend dorthin, zögert aber, da man hier gegen einen gewissen Aufpreis auch Sonderleistungen erwartet, die Bella nicht bereit ist zu liefern.
Ihre Tagessorgen bespricht Bella, wie so oft, mit ihren Freunden in „Antonias Bar“. Sebastian macht sich angesichts seiner nahenden Scheidung Hoffnungen auf Bella, diese scheinen sich zu zerschlagen, als er von der Auswanderungs-Absicht Bellas erfährt. Lena versucht vermittelnd einzugreifen und „vermacht“ Sebastian ihr Zimmer bei ihrer Mutter. Nur vergisst sie, ihr dies auch mitzuteilen, und so steht Sebastian plötzlich halbnackt vor ihr und ihrer Schwester, die sich wegen einer Ehekrise bei ihr „einmieten“ wollte.
Bellas Ziel, eine Arbeitsgenehmigung für Australien zu erhalten, bringt sie dazu, doch noch einmal in der Oase vorzusprechen. Um an die geforderte Befähigungsbescheinigung zu gelangen, geht sie mit dem Besitzer einen Deal ein. Eine Mitarbeiterin der australischen Botschaft, der Bellas Befähigungsbescheinigung dubios vorkommt, besucht die Oase und gibt dem Gewerbeaufsichtsamt einen Tipp, den angeblichen Massagesalon zu kontrollieren. Bella und ihre Kolleginnen Kristina und Maike werden bei der Razzia festgenommen, aber dank Martins Hilfe schnell wieder auf freien Fuß gesetzt. Bella wird dabei klar, dass sie eigentlich doch nicht nach Australien will, aber ansonsten wohl ein ziemliches Chaos angerichtet hat, das zwei völlig Unbeteiligte um ihren Job gebracht hat. Um das wiedergutzumachen, übernimmt sie die „Oase“, solange der Besitzer im Gefängnis ist.
Kurz vor dem Scheidungstermin trifft sich Bella noch einmal mit Martin und da es spät wird, lässt sie ihn in ihrer Wohnung übernachten. So begegnen sich Sebastian und Martin auf Bellas Flur und ihnen ist klar, dass sie sich um die gleiche Frau bemühen, es sich aber nicht eingestehen. Martin versucht die Scheidung zurückzuziehen, da sein Versuch, sich selbstständig zu machen, gescheitert ist. Doch Bella besteht darauf, da sie ihrerseits nun eine eigene Firma haben wird und somit Martin juristisch da nicht mit hineinziehen möchte.

## Hintergrund
Bella Australia wurde vom 29. September 2011 bis zum 31. Oktober 2011 in Berlin und Umgebung gedreht und hatte am 20. April 2012 in Deutschland seine Premiere im ZDF.

## Kritiken
Rainer Tittelbach von tittelbach.tv wertete: „Die Tochter ist flügge, die Ehe gescheitert, die Karriere ein Phantom. ‚Bella Australia‘ erzählt nach ‚Bella Vita‘ von einer Frau Mitte 40 und ihren Freunden auf ihrem Zickzack-Kurs durch den Zeitgeist. ‚Bella Australia‘ spießt Sehnsüchte und Wunschbilder auf, nicht ohne deren Widersprüche zu zeigen. Die Dialektik des merkwürdigen Verhaltens des aufgeklärten Großstädters nach der eigentlichen Paarungszeit spielt neben Andrea Sawatzki die Hauptrolle in dieser gelungenen, bis in die kleinste Nebenrolle vorzüglich besetzten ZDF-Komödie.“
Die Kritiker der Fernsehzeitschrift TV Spielfilm vergeben die beste Wertung (Daumen nach oben) und meinten: „Der mit Dialogwitz flott erzählte Selbstfindungsspaß um das Leid mit dem Altern gefällt auch dank der gut aufgelegten Darsteller.“ Fazit: „Das Ensemble hatte sichtlich Spaß, wir auch“
Bei der faz.net urteilte Laura Gispert: „Man spürt, dass die Regisseurin Vivian Naefe und die Hauptdarstellerin Andrea Sawatzki mit Lust an diese Frauengeschichte herangehen. Buch und Regie treiben es mit den Irrungen und Wirrungen immer so weit, dass die Komödie glückt und nicht zum Klamauk wird. Es sollte nicht das letzte Mal sein, dass wir etwas von dieser Bella zu sehen bekommen.“